# Bratsigovo
Bratsigovo (bulgariska: Брацигово) är en ort i Bulgarien.   Den ligger i kommunen Obsjtina Bratsigovo och regionen Pazardzjik, i den centrala delen av landet, 110 km sydost om huvudstaden Sofia. Bratsigovo ligger 572 meter över havet och antalet invånare är 4 577.
Terrängen runt Bratsigovo är huvudsakligen kuperad, men österut är den bergig. Terrängen runt Bratsigovo sluttar norrut. Närmaste större samhälle är Pesjtera, 5,8 km väster om Bratsigovo.
I omgivningarna runt Bratsigovo växer i huvudsak lövfällande lövskog. Runt Bratsigovo är det ganska tätbefolkat, med 104 invånare per kvadratkilometer.